# Vystrkov (Kamenice nad Lipou)
Vystrkov je osada, součást města Kamenice nad Lipou v okrese Pelhřimov v kraji Vysočina. Nachází se asi 1,8 km západně od Kamenice nad Lipou a asi 21 km jihozápadně od centra Pelhřimova.
Ve Vystrkově je registrováno 9 čísel popisných. Skládá se ze dvou částí: hlavní jihozápadní část tvořená čp. 24, 25, 26, 27, 28, 30 a 46 a menší severovýchodní část tvořená čp. 3 a 16. Severně od Vystrkova protéká potok Včelnička, pravostranný přítok řeky Kamenice.